# فابریتسیو بنتیوولیو
فابریتسیو بنتیوولیو (ایتالیایی: Fabrizio Bentivoglio؛ زادهٔ ۴ ژانویهٔ ۱۹۵۷) هنرپیشه و فیلم‌نامه‌نویس اهل ایتالیا است.

## بخشی از فیلم‌شناسی
- پرستار
- خانم کاملیا
- ابدیت و یک روز
- خویشاوندی‌های اختیاری
- هتل
- سالومه
- خانواده خوشبخت
- ماریانا اوکریا
- زمین ما
- تا ابد جوان

## جوایز
- جایزه انجمن ملی فیلم ایتالیا بهترین بازیگر مرد (۲۰۱۴)
- جایزه دیوید دی دوناتلو بهترین بازیگر مرد (۱۹۹۷)